# Sistem izolat

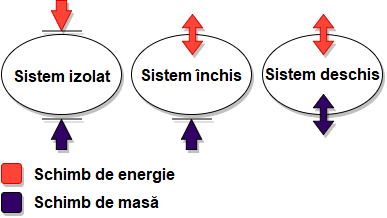
Proprietățile sistemelor izolat, închis și deschis cu privire la schimburile de energie și masă

În fizică un sistem izolat este unul din următoarele:
1. un sistem fizic care nu interacționează cu alte sisteme (de exemplu este foarte departe de ele);
2. un sistem termodinamic înconjurat de suprafețe de control (colocvial „pereți”) imobile și rigide, prin care nu poate trece nici masa, nici energia.[1][2][3]

## Descriere
Deși este supus în interior propriei gravitații, un sistem izolat este de obicei considerat a fi în afara efectului gravitațional extern și al altor forțe cu rază lungă de acțiune.
Acest lucru poate contrasta cu ceea ce în terminologia comună folosită în termodinamică se numește sistem închis, sistem care este înconjurat de pereți selectivi prin care energia poate trece sub formă de căldură sau lucru mecanic, dar nu și materia, respectiv cu un sistem deschis, în care atât materia cât și energia pot intra sau ieși, deși poate avea pereți impermeabili în anumite părți ale marginilor sale.
Un sistem izolat respectă legea conservării conform căreia energia și masa sa totală rămân constante. În termodinamică, cel mai adesea se consideră că masa și energia se conservă separat.
Din cauza cerinței de închidere și a aproape ubicuității gravitației, de fapt sistemele izolate strict și ideal nu apar în experimente sau în natură. Deși foarte utile, sunt strict ipotetice.
În termodinamica clasică de obicei se postulează existența unor sisteme izolate ca rezultând din experiență. Însă o asemenea experiență nu este posibilă. Totuși, în practică unele sisteme fizice, inclusiv cele practic izolate, par să atingă propriile stări de echilibru termodinamic intern. Termodinamica clasică postulează existența sistemelor în stări proprii de echilibru termodinamic intern. Acest postulat este o idealizare foarte utilă.
Conceptul de sistem izolat poate servi ca un model științific util care aproximează multe situații din lumea reală. Este o idealizare acceptabilă utilizată în construirea de modele matematice ale anumitor fenomene naturale; de exemplu, planetele din sistemul solar și protonul și electronul dintr-un atom de hidrogen sunt adesea tratate ca sisteme izolate. Dar, din când în când, un atom de hidrogen va interacționa cu (va absorbi) radiația electromagnetică și va ajunge într-o stare excitată⁠(d).